# Helmut Domagalla
Helmut Domagalla (* 28. Oktober 1932; † 7. Oktober 1995) war ein deutscher Fußballtorwart und -trainer.

## Spielerkarriere
Helmut Domagalla kam 1954 von Union Recklinghausen zum benachbarten Zweitligisten SpVgg Erkenschwick, bei dem er in der Zweitligasaison 1954/55 mit dem Team um Horst Szymaniak und Hermann Lulka in 20 Ligaspielen das Tor der Spielvereinigung hütete. Als die Erkenschwicker im Sommer 1957 sogar in die Verbandsliga absteigen mussten, wechselte Domagalla zum West-Oberligisten Wuppertaler SV. In seinem ersten Jahr beim WSV war er noch der zweite Mann hinter Torwart Klaus Wilhelm; nachdem der Verein 1958 abgestiegen war, wurde er aber zum Stammtorhüter der Blau-Roten, für die er bis 1962 74 Zweitligaspiele bestritt.
Die Mannschaft verfügte auch in der zweiten Spielklasse über eine Reihe guter Spieler, insbesondere den gleichfalls aus Erkenschwick zu den Bergischen gekommenen Horst Szymaniak, aber auch Günter Augustat, Erich Haase, Theo Kolkenbrock, Vitus Sauer, Werner Tönges und Erich Ribbeck; somit vermochte der WSV in der Folgezeit jeweils um den Aufstieg mitzuspielen. Die Saison 1959/60 schloss Domagallas Elf punktgleich mit dem SV Sodingen und dem TSV Marl-Hüls ab und wies dabei die beste Tordifferenz der drei Kontrahenten auf; da seinerzeit allerdings noch der Torquotient den Ausschlag gab, wurde der WSV hauchdünn nur Tabellendritter. Danach dauerte es bis 1962, ehe den Wuppertalern die Rückkehr in die Oberliga gelang. In deren letzter Saison vor Einführung der Bundesliga bestritt Helmut Domagalla 22 Punktspiele in der höchsten deutschen Spielklasse, und im August 1963 erlebte der auf dem Platz stets sachliche, Ruhe ausstrahlende Torwart einen der sportlichen Höhepunkte seiner Karriere, als der wieder in die Zweitklassigkeit zurückgekehrte WSV im überfüllten heimischen Stadion am Zoo das DFB-Pokal-Halbfinale gegen den „großen“ Hamburger SV bestritt. Dabei musste Domagalla sich lediglich gegen Fritz Boyens geschlagen geben, der von einem Abwehrfehler des Verteidigers Manfred Paschke profitierte und den einzigen Treffer der Begegnung erzielte.
In den folgenden beiden Jahren setzte Trainer Robert Gebhardt Domagalla noch in 25 Partien der Regionalliga West ein. Allerdings soll er bei „Zapf“ Gebhardt zunehmend „in Ungnade gefallen“ sein, so dass er nur noch die Nummer zwei hinter Dieter Auris war; dabei war Auris, bevor er zum WSV kam, kein Fußballer, sondern Feldhandballtorhüter bei Bayer Leverkusen gewesen. Schon als die Bergischen 1964 als Zweitplatzierter hinter Alemannia Aachen an das „Tor zur Bundesliga anklopften“ und dazu zwei Aufstiegsrundenqualifikationsspiele gegen den FK Pirmasens bestreiten mussten, zog ihm der Trainer Auris vor. Darin setzten sich die „Schuhstädter“ überraschend mit zwei Siegen (2:0 und 2:1) durch. Nachdem er in der Saison 1964/65 nur noch bei fünf Punktspielen in der Startformation gestanden hatte, beendete Helmut Domagalla, der seit den 1950er Jahren hauptberuflich als Bademeister im Barmer Kurbad arbeitete, seine Spielerkarriere.

## Trainertätigkeiten
Ab November 1965 übertrug ihm der Wuppertaler SV die Verantwortung als Trainer der A-Jugend des Vereins; parallel dazu absolvierte Helmut Domagalla eine Ausbildung zum Fußballlehrer. Von 1967 bis 1970 übernahm er die ersten Herren des VfL Wuppertal 1912, war in der Saison 1970/71 in gleicher Funktion beim Heckinghauser Landesligisten Wuppertaler SC sowie anschließend beim Solinger SC 95/98 (1971/72) und Germania Wuppertal (1972/73) tätig; Germania und der VfL sollten drei Jahre darauf zum SV Borussia Wuppertal fusionieren. Domagallas Tätigkeit als Trainer wurde als „im Amateurbereich erfolgreich“ charakterisiert.
1995 ist der verheiratete, zweifache Vater Helmut Domagalla „nach kurzer, schwerer Krankheit“ gestorben.

## Nachweise und Anmerkungen
1. ↑  Nöllenheidt, S. 131
2. ↑  Deutscher Sportclub für Fußballstatistiken (Hrsg.): West-Chronik. Fußball in Westdeutschland 1952 bis 1958. Berlin 2012. S. 106
3. 1 2 3  Osenberg, S. 149
4. ↑  Landefeld/Nöllenheidt, S. 153; Hardy Grüne, Lorenz Knieriem: Enzyklopädie des deutschen Ligafußballs. Band 8: Spielerlexikon 1890–1963. S. 62
5. ↑  Osenberg, S. 108f.
6. ↑  Hardy Grüne, Lorenz Knieriem: Enzyklopädie des deutschen Ligafußballs. Band 8: Spielerlexikon 1890–1963. S. 62; Nöllenheidt, S. 131
7. ↑  Homann, Bauernköppe, S. 64
8. ↑  Homann, Höllenglut, S. 98
9. ↑  Helmut Domagalla in der Datenbank von fussballdaten.de. Abgerufen am 13. Juni 2024.

| Personendaten    | Personendaten                         |
| ---------------- | ------------------------------------- |
| NAME             | Domagalla, Helmut                     |
| KURZBESCHREIBUNG | deutscher Fußballspieler und -trainer |
| GEBURTSDATUM     | 28. Oktober 1932                      |
| STERBEDATUM      | 7. Oktober 1995                       |